# 木材会館

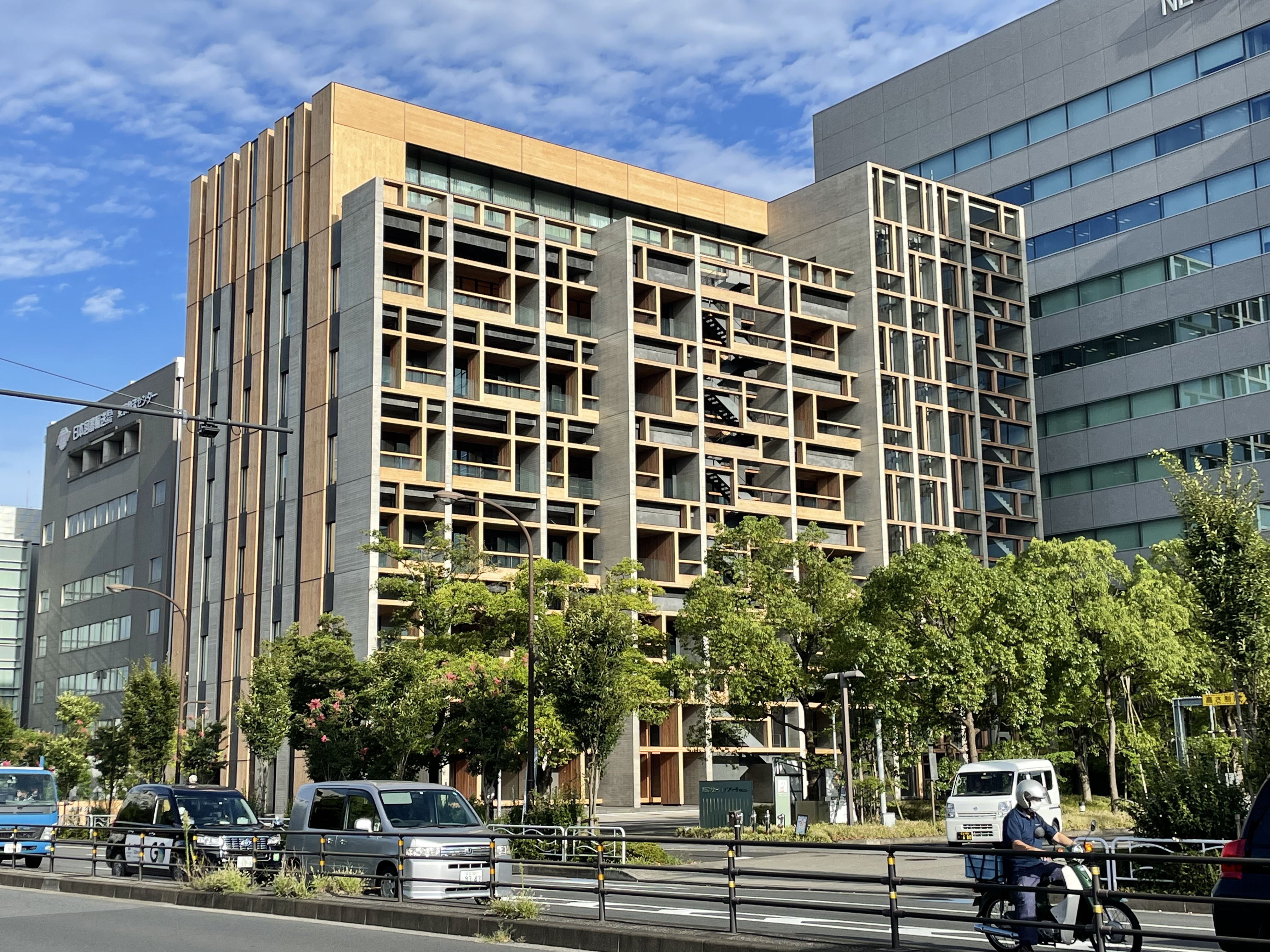
木材会館（東京都江東区新木場1-18-8）

木材会館（もくざいかいかん）は、東京木材問屋協同組合の本部ビル兼賃貸オフィスビル。大量の木材を用いたオフィスビルとして注目を集め、日本建築学会作品選奨、日本建築家協会賞などを受けている。地上7階建て。鉄骨鉄筋コンクリート構造を基本に、外観は打ち放しコンクリートに3寸5分（約10.5センチメートル）のヒノキ材を縦・横に配して組み合わせた。内装のスギ材も含めて木材の使用量は1000立方メートル以上に及ぶ。
東京木材問屋協同組合が2009年、創立100周年を記念して、東京港の貯木場である新木場（東京都江東区）近くに移転するため建設した。

## 概要
- 建物名称：	木材会館
- 所在地（住居表示）：	東京都江東区新木場一丁目18
- 前面道路：	北側30.00m（区道）
- 用途地域・地域地区：	準工業地域／防火地域／新木場・辰巳三丁目地区　地区計画区域
- 敷地面積：	1,652.90m2（500.00坪）
- 建築面積：	1,011.26m2（305.91坪）
- 延べ面積：	7,582.09m2（2,293.58坪）
- 貸室面積：	2,549.09m2（771.06坪）
- 建蔽率：	61.20%　≦　70.00%
- 容積率：	399.60%　≦　399.60%

（※総合設計による容積制限の緩和を受けている。）
- 用　途：	事務所・集会場
- 階数・高さ：	地上7階・地下1階、最高 高さ：35.73m
- 構　造：	鉄骨鉄筋コンクリート造、一部鉄骨造、一部木造
- 外部仕上：	（外壁）コンクリート打放しFUC塗装、木壁

（軒天）木天井　（外構）花崗岩、PC平板
- 駐車場：	駐車台数 27台（平面駐車場15台、機械式駐車場9台、身障者用駐車場1台、荷捌き駐車場2台）